# Willemsbrug ('s-Hertogenbosch)

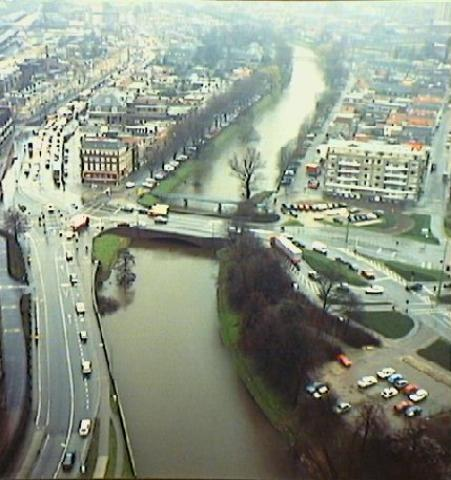
De Willembrug bij de watersnood van 1995

De Willemsbrug is een vaste brug over de Dommel in 's-Hertogenbosch. De brug ligt in het zuiden en verbindt het Willemsplein met het Wilhelminaplein.
De eerste brug werd gebouwd in 1895 en was van hout. De brug heette toen ook al Willemsbrug, maar kreeg vanwege het hout de bijnaam Knuppeltjesbrug.
Vlak voor de Tweede Wereldoorlog werd de houten brug vervangen door een stenen exemplaar. De weg hieroverheen verbeterde de noord-zuidverbinding van het verkeer en werd een Stadsautoweg, onderdeel van de Rijksstraatweg Utrecht - Eindhoven. Voorheen moest het verkeer door de Vughterstraat, Markt om dan via de Orthenstraat naar het noorden van de stad te gaan. Door het gereedkomen van deze brug kon het verkeer sneller en gemakkelijker langs de stad rijden.